# Гвалиор (княжество)
Гва́лиор (англ. Gwalior, маратхи ग्वाल्हेर), в некоторых русскоязычных источниках писалось как Гва́лияр — маратхское княжество, впоследствии — туземное княжество в составе Британской Индии. Названо по занимавшему стратегическое положение городу Гвалиор с его крепостью, который, однако, не был столицей княжества.

## История

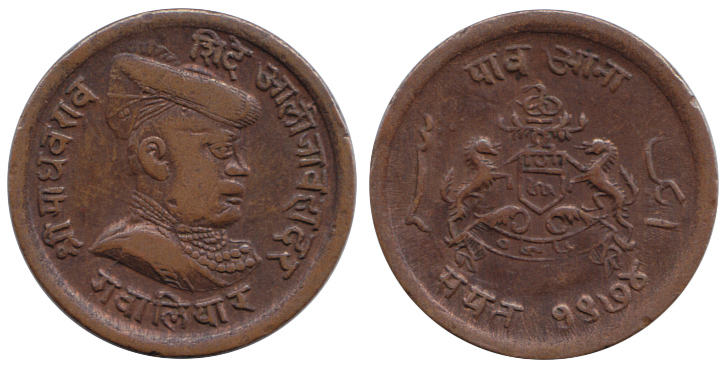
1/4 анны княжества Гвалиор, 1917 год, махараджа Мадхорао Шинде

После того, как в начале XVIII века маратхи завоевали Мальву, в 1726 году пешва доверил там сбор налога «чаутх» («четвертины») Раноджи Шинде и Малхар Рао Холкару. Раноджи сделал своей столицей древний город Удджайн, а Малхар Рао — Индаур.
В 1745 году Раноджи умер, оставив троих законных сыновей — Джаяппа, Даттаджи и Джотиба, и двух незаконных — Тукаджи и Махададжи. Наследником стал Джаяппа, но в 1759 году он был убит в Нагауре. Ему наследовал сын Джанкоджи, но в 1761 году он попал в плен после битвы при Панипате, и был казнён, после чего княжество унаследовал Махададжи.
В 1764 году Махададжи вернулся из Мальвы в Декан и восстановил там влияние рода Шинде. В 1772 году умер пешва Мадхав-рао I, после чего за этот пост развернулась борьба, в которой Махададжи принял активное участие. 6 марта 1775 года Рагхунатх-рао — один из претендентов — подписал с британцами договор в Бомбее, что привело к первой англо-маратхской войне, в ходе которой Гвалиор был в 1780 году взят британскими войсками. Салбайский договор 1782 года сделал британцев арбитрами во внутрииндийских делах, но этот же договор признал Махададжи Шинде независимым правителем, а не вассалом пешвы. По условиям договора при дворе Махададжи размещался британский резидент.
В 1785 году Махадажди помог вернуть трон императору Шах Аламу II, за что получил титул Вакиль-уль-Мутлак («вице-регент Империи»). Это вовлекло его в войны внутри Империи, в которых он выступал как защитник не имеющего реальной власти императора. На службу к Махададжи поступил савойский солдат удачи Бенуа де Буань, с помощью которого Махададжи создал мощную армию. Однако сложные интриги Махададжи были разрушены его внезапной смертью в 1794 году.
У Махададжи не было сыновей, и княжество унаследовал внук его брата Тукаджи — Даулат Шинде, считавший себя уже независимым индийским правителем, а не членом маратхской конфедерации. Смерть пешвы Мадхав-рао II в 1795 году открыла простор для новых интриг и комбинаций, и Даулат воспользовался этим для расширения княжества, однако его амбиции столкнулись с амбициями правившего в Индауре рода Холкар, что в 1801 году привело к боевым действиям между Гвалиором и Индауром.
В 1802 году пешва Баджи-рао II подписал с британцами Бассейнский договор, по условиям которого в обмен на военную помощь отдал в руки Компании всю внешнюю политику маратхского государства, а также пошёл на территориальные уступки. Князья Гвалиора и Индаура не признали этого договора, что привело к второй англо-маратхской войне. 30 декабря 1803 года Даулат был вынужден подписать с британцами договор, отдающий им значительную территорию.
В 1805 году в британской политике произошли изменения: стремясь успокоить ситуацию в центральной Индии, англичане вернули Шинде и Холкарам часть их прежних владений. В 1811 году Даулат расширил территорию Гвалиора путём аннексии Чандери.
Запланировав войну против банд пиндари, британцы предприняли меры по лишению их поддержки со стороны маратхов, и в 1817 году Даулат Шинде был вынужден подписать договор, по которому обязывался оказать британцам поддержку. В третьей англо-маратхской войне Гвалиор не участвовал.
В 1827 году Даулат Шинде скончался, не оставив ни сыновей, ни приёмных наследников. Его вдова Байза Бай усыновила 11-летнего мальчика Мукутрао, принадлежавшего к отдалённой ветви рода, который стал править под именем Джанкоджи II Шинде. Правителем он был слабым, при его дворе шли постоянные вражда и интриги, армия находилась в состоянии практически перманентного мятежа. Споры о том, должна ли Байза Бай править как правительница или как регент, а также её поведение по отношению к малолетнему радже в итоге привели к тому, что раджа стал пользоваться поддержкой, а Байза Бай была вынуждена укрыться на британской территории (впоследствии ей было позволено вернуться в Гвалиор, где она прожила до самой смерти в 1862 году).

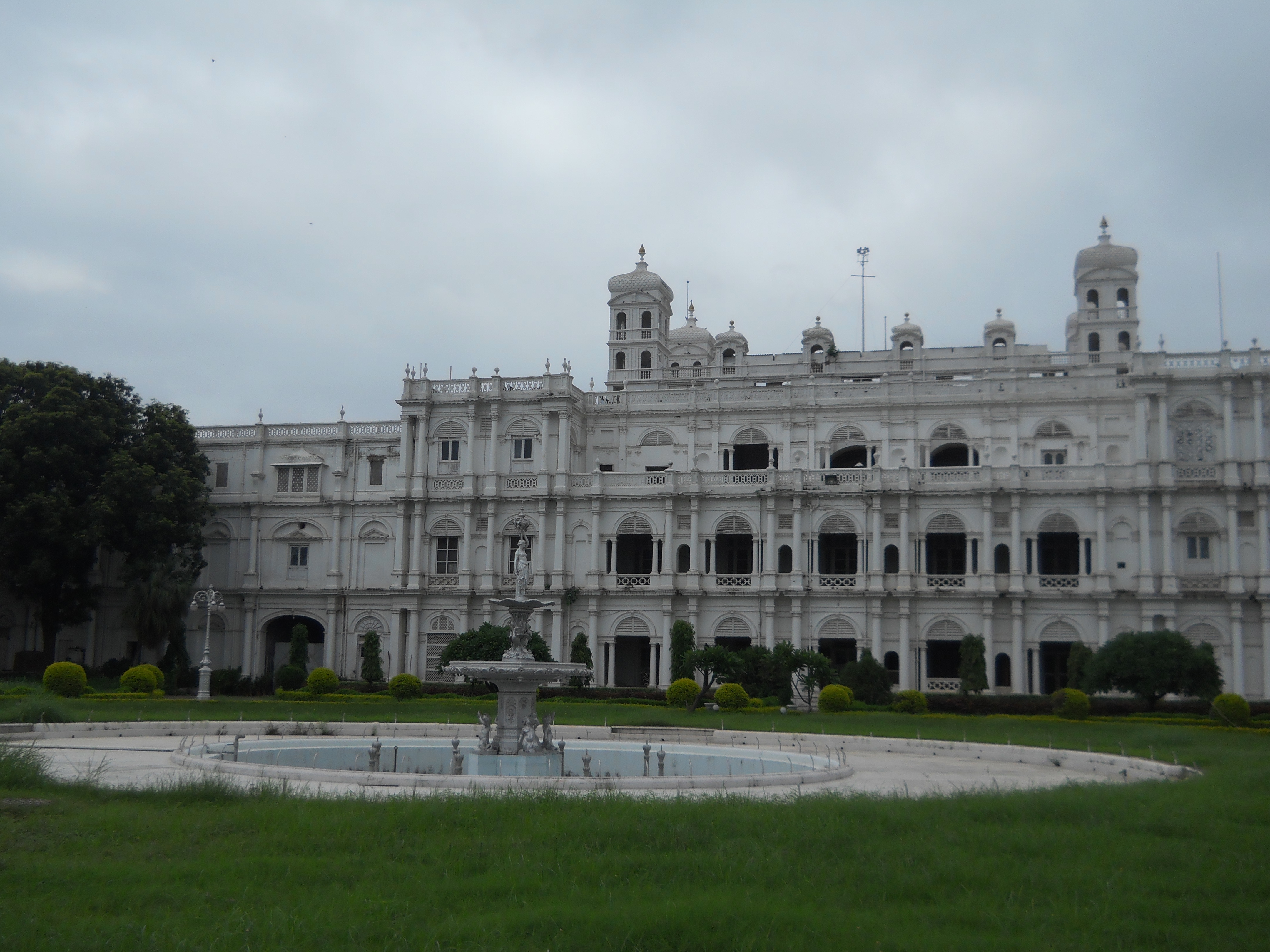
Дворец махараджей в Гвалиоре

Джанкоджи II умер в 1843 году, тоже не имея наследника, и его вдова Тара Бай усыновила Бхагиратхрао, который стал править под именем Джаяджирао Шинде. Серия интриг вокруг регентских и министерских постов привели к окончательному развалу управления и войнам, после чего британцы сочли необходимым вмешаться. В декабре 1843 года контингент под командованием Хью Гофа в ходе Гвалиорской кампании уничтожил гвалиорскую армию, территория Гвалиора была вновь урезана, а для управления княжеством был назначен регентский совет, действующий в соответствии с советами британского резидента. В 1852 году премьер-министром стал Динкар Рао, который начал проводить в княжестве радикальные реформы.
Так как во время восстания сипаев Джаяджирао Шинде поддержал англичан, то когда 17 июня 1858 года войска Хью Роуза взяли Гвалиор, махараджа был восстановлен на троне, территория княжества была увеличена, и Гвалиору было позволено иметь армию больше, чем по прежним договорам. В последующее время Джаяджирао приложил большие усилия к экономическому и культурному развитию княжества, в частности в 1872 году он профинансировал строительство Агра-Гвалиорского участка трансиндийской железной дороги, а в 1873 году — Индаур-Нимачского участка Раджпутана-Мальвской железной дороги. В 1877 году в рамках почестей, положенных для «салютуемых княжеств», для Гвалиора был положен салют из 21 выстрела.
После смерти Джаяджирао в 1886 году ему наследовал его 10-летний сын Мадхорао Шинде, который в 1900 году побывал в Китае и предоставил госпиталь для участников военных действий.
Последний магараджа Гвалиора — Дживаджирао Шинде — подписал в 1947 году договор о вхождении княжества в состав независимой Индии, став раджпрамукхом (назначенным губернатором) Мадхья-Бхарата. Он занимал эту должность до 1956 года, когда Мадхья-Бхарат, Виндхья-Прадеш и Бхопал были объединены в штат Мадхья-Прадеш. Потомки Дживаджирао до сих пор играют активную роль в политической жизни Индии.

## Магараджи Гвалиора
- Раноджи Шинде (1726—1745)
- Джаяппа Шинде (1745—1755)
- Джанкоджи Шинде (1759—1761)
- Кадарджи Рао Шинде (1763—1764)
- Манаджи Рао Шинде (1764—1768)
- Махададжи Шинде (1768—1794)
- Даулат Шинде (1794—1827)
- Джанкоджи II Шинде (1827—1843)
- Джаяджирао Шинде (1843—1886)
- Мадхорао Шинде (1886—1925)
- Дживаджирао Шинде (1925—1948)